# The Inner Mounting Flame

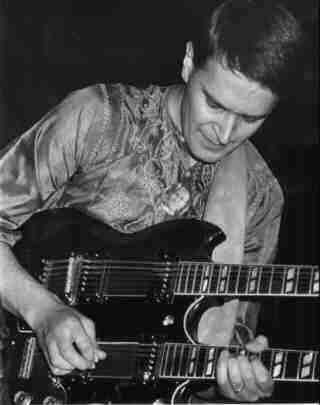
John McLaughlin (1973)

The Inner Mounting Flame ist das erste Studioalbum der multinationalen Jazzrock-Band Mahavishnu Orchestra, bestehend aus dem britischen Gitarristen und Gründer der Band John McLaughlin, dem US-amerikanischen Violinisten Jerry Goodman, dem tschechischen Keyboarder Jan Hammer, dem panamaischen Schlagzeuger Billy Cobham und dem neuseeländischen Bassisten Rick Laird. Das Album wurde 1971 aufgenommen und am 14. August 1971 bei Columbia Records veröffentlicht. Es erschien zunächst auf LP, später auf CD, hat insgesamt acht Titel mit einer Gesamtlaufzeit von 46 Minuten und 18 Sekunden. Alle Kompositionen des Albums stammen von John McLaughlin.
Das Album  gilt inzwischen als eines der wegweisenden Werke des Fusion-Genres. Die Band, unter der Leitung des Gitarristen John McLaughlin, kombiniert auf diesem Album Elemente des Jazz, Rock und der indischen Musik zu einer einzigartigen Klanglandschaft. The Inner Mounting Flame ist bekannt für seine komplexe und virtuose Instrumentierung sowie für die energetischen und improvisatorischen Soli.

## Das Album
Nach seiner Gründung in 1971 spielte das Mahavishnu Orchestra zunächst mehrere Debüt-Gigs, bevor die Musiker ins Studio gingen, um mit The Inner Mounting Flame ihr erstes Album aufzunehmen. Und die Ergebnisse der Aufnahme-Sessions können sich hören lassen: „Die aufsteigenden und absteigenden, verzerrungsreichen Mantra-ähnlichen Riffs und das Unisono-Spiel von The Inner Mounting Flame setzten einen Maßstab für den Jazz-Rock, der heute noch gültig ist. Seine indischen Einflüsse, gemischt mit Blues-Elementen und Rock-Rauheit, begeisterten die Musikwelt. Der musikalische Überfall war unerbittlich … kann den Ersthörer immer noch umhauen. The Inner Mounting Flame wurde vor dem Einsatz von Synthesizern, Drum-Maschinen und Computer-Unterstützungen aufgezeichnet. Der Klang ist laut, roh und gefährlich … wilde Hingabe trifft auf klassische Melodien … Melodien und Rhythmen wie diese waren noch nie zuvor gehört worden.“
Das Album The Inner Mounting Flame war Teil des Boxsets The Complete Columbia Alben Collection des Mahavishnu Orchestras, das 2011 von Columbia Records herausgebracht wurde. Allerdings enthält das Boxset im Gegensatz zum ursprünglichen Album eine Live-Version des Titels The Noonward Race, die am 3. April 1972 beim Mar Y Sol Pop Festival in Puerto Rico aufgenommen worden war.
Der Titel You Know, You Know des Albums wurde mehrfach von anderen Künstlern gesampelt, etwa in One Love von Massive Attack, Kalifornia von Mos Def, der Single Similak Child von Black Sheep, I Surrender von David Sylvian, Rebel Yellow von Cecil Otter und Blahzay Blahzay's Intro zum Album Blah Blah Blah. 
Der Titel Awakening des Albums wurde von der Band Gumball auf ihrer 1992 erschienenen EP Wisconsin Hayride gecovert.

## Die Titelliste
- Mahavishnu Orchestra: The Inner Mounting Flame (Columbia Records – KC 31067)

Seite 1
1. Meeting Of The Spirits – 6:50
2. Dawn – 5:15
3. The Noonward Race – 6:27
4. A Lotus On Irish Streams – 5:41

Seite 2
1. Vital Transformation – 6:14
2. The Dance Of Maya – 7:15
3. You Know You Know – 5:06
4. Awakening – 3:30

## Die Mitwirkenden

### Die Musiker und ihre Instrumente
- John McLaughlin – E-Gitarre
- Rick Laird – E-Bass
- Billy Cobham – Schlagzeug, Perkussion
- Jan Hammer – Keyboards, Orgel
- Jerry Goodman – Violine

### Der Produktionsstab
- Don Puluse – Toningenieur
- Ron Coro – Albumdesign
- Anthony Hixon – Fotografie
- John McLaughlin – Produzent

## Die Rezeption
Richard S. Ginell vergab für Allmusic fünf von fünf Sternen und charakterisierte das Zusammenspiel der Band als „ein wildes, hochenergetisches, dennoch gründlich konzipiertes Treffen von Virtuosen, das in jeder Hinsicht die Fusion von Jazz und Rock festgeschrieben hat, ein Jahr nach dem Durchbruch von Miles Davis mit Bitches Brew.“ Hernan M. Campbell stellt für Sputnikmusic fest: „The Inner Mounting Flame ist ein Klassiker und ein stilprägendes Album im Bereich Jazz Fusion … ist ein Meilenstein und eine Vorlage für jedes zukünftige musikalische Zusammenspiel, das sich in den Bereich Jazz Fusion vorwagt.“ Jpc.de meint: „Was die fünf hochkarätigen Solisten … hier an Ideenreichtum, an Vitalität, an höchstem solistischem Können abliefern, ist allererste Klasse. Dazu kommt ein wirklich traumwandlerisches Zusammenspiel; so, als wären sie im gleichen ›Spirit‹ geboren und aufgewachsen.“ In Rückschau auf das Gesamtwerk des Mahavishnu Orchestra stellen Brian Morton und Richard Cook fest, dass keines der Alben „die Intensität und die schiere Schönheit der ersten Platte erreicht“ hat. Und Walter Kolosky wertet bei All About Jazz im Hinblick auf alle Musikalben im Bereich Jazzrock: „Kurz gesagt, das war das beste Jazz-Fusion-Album, das je gemacht wurde.“ The Rolling Stone Jazz Record Guide vergab fünf von fünf Sternen.
In den nordamerikanischen Billboard-Charts erreichte das Album 1972 Platz 11 bei den Jazzalben und Platz 89 bei den Popalben.